# Lake Ellery
Der Lake Ellery ist ein See in der Region West Coast auf der Südinsel von Neuseeland.

## Geographie
Der Lake Ellery befindet sich zwischen dem Arawhata River im OstwestOsten und dem Jackson River im Süden, rund 4,5 km südlich der Jackson Bay/Okahu und der Tasmansee. Der See, der sich auf einer Höhe von 12 m zwischen den Bergen der bis zu 793 m hohen Burmeister Tops ist Osten und den bis zu 890 m hohen Stafford Range im Westen befindet, besitzt eine Flächenausdehnung von rund 3,87 km². Mit einer Länge von rund 4,6 km erstreckt sich der See in einer Nordwest-Südost-Richtung und misst an seiner breitesten Stelle rund 1,1 km in Südwest-Nordost-Richtung.
Gespeist wird der Lake Ellery von den verschiedenen Streams und Creeks, der umliegenden Bergen. Entwässert wird der See an seinem südöstlichen Ende über einen kleinen bis zu 1,5 km langen Stream, der ostnordöstlich in den Jackson River mündet.

## Wanderweg
Parallel zu dem Entwässerungs-Stream führt von der Jackson River Road der Lake Ellery Track direkt zu See und endet dort.